# Tekamah
Tekamah (Omaha: tekamah; "cotoner") és una població dels Estats Units a l'estat de Nebraska. Segons el cens del 2000 tenia 1.892 habitants.

## Demografia
Segons el cens del 2000, Tekamah tenia 1.892 habitants, 778 habitatges, i 522 famílies. La densitat de població era de 575,2 habitants per km².
Dels 778 habitatges en un 31,1% hi vivien nens de menys de 18 anys, en un 56% hi vivien parelles casades, en un 7,5% dones solteres, i en un 32,9% no eren unitats familiars. En el 30,1% dels habitatges hi vivien persones soles el 18% de les quals corresponia a persones de 65 anys o més que vivien soles. El nombre mitjà de persones vivint en cada habitatge era de 2,38 i el nombre mitjà de persones que vivien en cada família era de 2,94.
Per edats la població es repartia de la següent manera: un 25,3% tenia menys de 18 anys, un 6,9% entre 18 i 24, un 23,6% entre 25 i 44, un 22,2% de 45 a 60 i un 22% 65 anys o més.
L'edat mediana era de 42 anys. Per cada 100 dones de 18 o més anys hi havia 86,4 homes.
La renda mediana per habitatge era de 35.708 $ i la renda mediana per família de 41.688 $. Els homes tenien una renda mediana de 30.650 $ mentre que les dones 21.125 $. La renda per capita de la població era de 16.836 $. Aproximadament el 5,7% de les famílies i el 7,8% de la població estaven per davall del llindar de pobresa.

## Poblacions més properes
El següent diagrama mostra les poblacions més properes.